# Bernhard Adalbert Emil Koehne
Bernhard Adalbert Emil Koehne (Sasterhausen, Striegau, 12 de Fevereiro de 1848 — Berlim, 12 de Outubro de 1918) foi um botânico e professor alemão.  O género botânico Koehneola recebeu o seu nome.
Um dos seus trabalhos é a obra Deutsche Dendrologie publicada em 1893 (Stuttgart, 601 páginas). Para a obra "Das Pflanzenreich" de Adolf Engler escreveu, em 1903, o capítulo "Lythraceae"; para a obra conjunta de Engler e Carl Prantl, "Die natürlichen Pflanzenfamilien", coordenou para o 3º volume o capítulo "Lythraceae", assim como o capítulo do mesmo nome para o 13º volume da obra Flora brasiliensis de Karl Friedrich Philipp von Martius.